# ماساشی نیشیاما
ماساشی نیشیاما (انگلیسی: Masashi Nishiyama؛ زادهٔ ۹ ژوئیهٔ ۱۹۸۵) جودوکار اهل ژاپن است.